# 33e cérémonie des London Film Critics Circle Awards
La 33e cérémonie des London Film Critics Circle Awards (LFCC Awards), décernés par le London Film Critics Circle, a eu lieu le 20 janvier 2013, et a récompensé les films réalisés en 2012,.

## Palmarès

### Film de l'année
(Sky Movies Award)
- Amour
  - Argo
  - Les Bêtes du sud sauvage (Beasts of the Southern Wild)
  - The Master
  - L'Odyssée de Pi (Life Of Pi)

### Film britannique ou irlandais de l'année
(May Fair Hotel Award)
- Berberian Sound Studio
  - The Imposter
  - Les Misérables
  - Touristes (Sightseers)
  - Skyfall

### Réalisateur de l'année
(American Airlines Award)
- Ang Lee pour L'Odyssée de Pi (Life Of Pi)
  - Paul Thomas Anderson pour The Master
  - Kathryn Bigelow pour Zero Dark Thirty
  - Nuri Bilge Ceylan pour Il était une fois en Anatolie (Bir Zamanlar Anadolu'da)
  - Michael Haneke pour Amour

### Nouveau réalisateur britannique
- Alice Lowe et Steve Oram pour Touristes (Sightseers)
  - Ben Drew pour Ill Manors
  - Sally El Hosaini pour My Brother the Devil
  - Dexter Fletcher pour Wild Bill
  - Bart Layton pour The Imposter

### Acteur de l'année
- Joaquin Phoenix pour le rôle de Freddie Quell dans The Master
  - Daniel Day-Lewis pour le rôle d'Abraham Lincoln dans Lincoln
  - Hugh Jackman pour le rôle de Jean Valjean dans Les Misérables
  - Mads Mikkelsen pour le rôle de Lucas dans La Chasse (Jagten)
  - Jean-Louis Trintignant pour le rôle de Georges dans Amour

### Acteur britannique de l'année
- Toby Jones pour le rôle de Gilderoy dans Berberian Sound Studio
  - Daniel Craig pour le rôle de James Bond dans Skyfall
  - Charlie Creed-Miles pour le rôle de Wild Bill dans Wild Bill
  - Daniel Day-Lewis pour le rôle d'Abraham Lincoln dans Lincoln
  - Steve Oram pour le rôle de Chris dans Touristes (Sightseers)

### Actrice de l'année
- Emmanuelle Riva pour le rôle d'Anne dans Amour
  - Jessica Chastain pour le rôle de Maya dans Zero Dark Thirty
  - Marion Cotillard pour le rôle de Stéphanie dans De rouille et d'os
  - Helen Hunt pour le rôle de Cheryl dans The Sessions
  - Jennifer Lawrence pour le rôle de Tiffany dans Happiness Therapy (Silver Linings Playbook)

### Actrice britannique de l'année
- Andrea Riseborough pour le rôle de Colette McVeigh dans Shadow Dancer
  - Emily Blunt pour les rôles de Sara Rollins dans Looper et d'Iris dans Ma meilleure amie, sa sœur et moi
  - Judi Dench pour les rôles de M dans Skyfall et d'Evelyn Greenslade dans Indian Palace (The Best Exotic Marigold Hotel)
  - Alice Lowe pour le rôle de Tina dans Touristes (Sightseers)
  - Helen Mirren pour le rôle d'Alma Reville dans Hitchcock

### Acteur de l'année dans un second rôle
- Philip Seymour Hoffman pour le rôle de Lancaster Dodd dans The Master
  - Alan Arkin pour le rôle de Lester Siegel dans Argo
  - Javier Bardem pour le rôle de Raoul Silva dans Skyfall
  - Michael Fassbender pour le rôle de David dans Prometheus
  - Tommy Lee Jones pour le rôle de Thaddeus Stevens dans Lincoln

### Actrice de l'année dans un second rôle
- Anne Hathaway pour le rôle de Fantine dans Les Misérables
  - Amy Adams pour le rôle de Mary Sue Dodd dans The Master
  - Judi Dench pour le rôle de M dans Skyfall
  - Sally Field pour le rôle de Mary Todd Lincoln dans Lincoln
  - Isabelle Huppert pour le rôle d'Eva dans Amour

### Jeune acteur britannique de l'année
- Tom Holland pour le rôle de Lucas dans The Impossible (Lo impossible)
  - Samantha Barks pour le rôle d'Éponine dans Les Misérables
  - Fady Elsayed pour le rôle de Mo dans My Brother the Devil
  - Will Poulter pour le rôle de Dean dans Wild Bill
  - Jack Reynor pour le rôle de Richard Karlsen dans What Richard Did

### Scénariste de l'année
- Michael Haneke – Amour
  - Chris Terrio – Argo
  - Quentin Tarantino – Django Unchained
  - Paul Thomas Anderson – The Master
  - Mark Boal – Zero Dark Thirty

### Réussite technique
- L'Odyssée de Pi (Life Of Pi) – Bill Westenhofer (effets visuels)
  - Anna Karénine (Anna Karenina) – Jacqueline Durran (costumes)
  - Argo – William Goldenberg (montage)
  - Les Bêtes du sud sauvage (Beasts of the Southern Wild) – Ben Richardson (photographie)
  - Berberian Sound Studio – Joakim Sundström et Stevie Haywood (mixage de son)
  - Holy Motors – Bernard Floch (maquillage)
  - L'Odyssée de Pi (Life Of Pi) – Claudio Miranda (photographie)
  - The Master – Jack Fisk et David Crank (décors)
  - My Brother the Devil – David Raedeker (photographie)
  - De rouille et d'os – Alexandre Desplat (musique de film)

### Film en langue étrangère de l'année
- De rouille et d'os •  France
  - Amour •  France /  Autriche
  - Il était une fois en Anatolie (Bir Zamanlar Anadolu'da) •  Turquie /  Bosnie-Herzégovine
  - Holy Motors  •  France
  - Tabou (Tabu) •  Portugal

### Film documentaire de l'année
- The Imposter
  - London: The Modern Babylon
  - Nostalgie de la lumière (Nostalgia de la Luz)
  - The Queen of Versailles
  - Sugar Man (Searching for Sugar Man)

### Dilys Powell Awardpour l'excellence au cinéma
- Helena Bonham Carter